# 피복 공간

피복 공간의 정의. 국소적으로, 충분히 작은 열린집합 의 피복 사상 아래의 원상은 의 분리합집합이다.

위상수학에서 피복 공간(被覆空間, 영어: covering space) 또는 덮개 공간은 어떤 공간을, 여러 겹의 "피복"을 이루며 둘러싸는 위상 공간이다.

## 정의
피복 공간은 올이 이산 공간인 올다발이다. 구체적으로, 위상 공간 {\displaystyle B}의 피복 공간 {\displaystyle (E,F,\pi )}는 다음과 같은 데이터로 구성된다.:336
- {\displaystyle E}는 위상 공간이다.
- {\displaystyle \pi \colon E\to B}는 전사 연속 함수이다.
- {\displaystyle F}는 집합이다. 여기에 이산 위상을 부여하여 이산 공간으로 생각할 수 있다.

이 데이터가 피복 공간을 이루려면, 임의의 {\displaystyle b\in B}에 대하여, 다음 조건을 만족시키는 열린 근방 {\displaystyle U\ni b}가 존재하여야 한다.
- {\displaystyle {\tilde {U}}=\pi ^{-1}(U)}에 부분 공간 위상을 주고, {\displaystyle F}에 이산 위상을 주면, 위상 동형 {\displaystyle \iota \colon U\times F\to {\tilde {U}}}가 존재하며, 또한 모든 {\displaystyle f\in F}에 대하여 {\displaystyle \pi |_{\iota (f\times U)}\colon \iota (f\times U)\to U} 역시 위상 동형이다.

이 경우, {\displaystyle \pi }를 피복 함수(被覆函數, 영어: covering function)라고 하며, {\displaystyle F}를 피복의 올(영어: fiber)이라고 한다. 위 조건을 만족시키는 근방을 피복 근방(被覆近傍, 영어: covering neighborhood)이라고 한다.
올이 {\displaystyle F}인 피복 공간을 {\displaystyle |F|}겹 피복 공간(영어: {\displaystyle |F|}-fold covering space)이라고 한다. 여기서 {\displaystyle |F|}는 집합의 크기를 뜻한다.
만약 {\displaystyle E}가 단일 연결 공간이라면, {\displaystyle (E,F,\pi )}를 범피복 공간(凡被覆空間, 영어: universal covering space)이라 한다.
피복 공간의 사상(영어: morphism)은 올다발 사상과 같다. 즉, {\displaystyle B} 위의 두 피복 공간 {\displaystyle (F,E,\pi )} 및 {\displaystyle (F',E',\pi ')} 사이의 사상은 다음 그림을 가환하게 만드는 연속 함수 {\displaystyle f\colon E\to E'}이다.
{\displaystyle {\begin{matrix}E&{\xrightarrow {f}}&E'\\{\scriptstyle \pi }\downarrow &&\downarrow \scriptstyle \pi '\\B&{\xrightarrow[{\operatorname {id} }]{}}&B\end{matrix}}}
이에 따라, 주어진 위상 공간 {\displaystyle B} 위의 피복 공간들은 범주 {\displaystyle \operatorname {TopCov} (B)}를 이룬다. 피복 공간의 자기 동형은 피복 변환(被覆變換, 영어: deck transformation)이라고 한다. 이들이 이루는 군은 피복 변환군(被覆變換群, 영어: deck transformation group)이라고 한다.

## 성질
피복 공간 {\displaystyle (F,E,B,\pi )}의 사영 함수 {\displaystyle \pi }는 항상 열린 함수이다.
다양체의 가산 피복 공간은 역시 피복 공간이다. 리 군의 범피복 공간은 리 군을 이루며, 이를 범피복군(凡被覆群, 영어: universal covering group)이라고 한다.

## 분류

### 연결 공간의 경우
점을 가진 공간 {\displaystyle (B,\bullet _{B})}가 주어졌다고 하자. 그렇다면, 다음과 같은 함자가 존재한다.
{\displaystyle F\colon \operatorname {Cov} (B)\to \operatorname {Set} _{\pi _{1}(B,\bullet _{B})}}
여기서 {\displaystyle \operatorname {Cov} (B)}는 {\displaystyle B}의 피복 공간들의 범주이며, {\displaystyle \operatorname {Set} _{\pi _{1}(B,\bullet _{B})}}는 기본군 {\displaystyle \pi _{1}(B,\bullet _{B})}의 작용을 갖춘 집합의 범주이다. 이 함자는 구체적으로 다음과 같다.
{\displaystyle F\colon (\pi \colon E\twoheadrightarrow B)\mapsto \pi ^{-1}(\bullet _{B})}
기본군 {\displaystyle \pi _{1}(B,\bullet _{B})}의 {\displaystyle \pi ^{-1}(\bullet _{B})} 위의 작용은 호모토피 올림 성질에 의하여 주어진다.
또한, 만약 {\displaystyle B}가 연결 국소 경로 연결 반국소 단일 연결 공간이라면 이는 범주의 동치를 이룬다.

### 연결 공간이 아닌 경우
연결 공간이 아닐 수 있는 경우, 범주의 동치를 얻으려면 기본군 대신 기본 준군을 사용하여야 한다.
두 준군 {\displaystyle E}, {\displaystyle B} 사이의 피복 사상 {\displaystyle \pi \colon E\to B}을, 다음과 같은 호모토피 올림 성질(영어: homotopy lifting property)을 만족시키는 준군 사상으로 정의하자.
- 임의의 {\displaystyle E}의 대상 {\displaystyle {\tilde {x}}\in \operatorname {Ob} (E)} 및 {\displaystyle B}의 사상 {\displaystyle g\colon p(x)\to y}에 대하여, {\displaystyle \pi ({\tilde {y}})=y}이며 {\displaystyle \pi ({\tilde {g}})=g}인 대상 {\displaystyle {\tilde {e}}\in \operatorname {Ob} (E)} 및 사상 {\displaystyle {\tilde {g}}\colon {\tilde {x}}\to {\tilde {y}}}가 유일하게 존재한다.

{\displaystyle {\begin{matrix}{\tilde {x}}{\xrightarrow {\exists !{\tilde {g}}}}\exists !{\tilde {y}}\\\Downarrow \pi \\\pi ({\tilde {x}}){\xrightarrow {g}}y\end{matrix}}}
{\displaystyle B}가 국소 경로 연결 반국소 단일 연결 공간이라고 하자. 그렇다면, 다음과 같은 범주의 동치가 존재한다.:388, 10.6.1
{\displaystyle \operatorname {Cov} (B)\simeq \operatorname {GpdCov} (\Pi _{1}B)}
여기서
- {\displaystyle \Pi _{1}B}는 {\displaystyle B}의 기본 준군이다.
- {\displaystyle \operatorname {GpdCov} (\Pi _{1}B)}는 {\displaystyle \Pi _{1}B} 위의 준군 피복 사상들의 범주이다.

특히, 다음이 성립한다.
- {\displaystyle B} 위의 피복 공간(들의 동치류)들은 기본군 {\displaystyle \Pi _{1}(B)}의 부분군들의 켤레 동치류들과 일대일 대응한다.
- {\displaystyle B}의 범피복 공간이 존재하며, (동치 아래) 유일하다.

## 역사
피복 공간의 개념은 베른하르트 리만이 복소함수의 모노드로미를 리만 곡면으로 다루면서 발생하였다.:294 이에 대하여 장 디외도네는 다음과 같이 적었다.
| “ | 리만 이전에는 그 누구도 "평면의 같은 부분을 여러 번 덮는 여러 장들"로 구성된 곡면을 고려하지 않았던 것처럼 보인다. 리만이 이를 복소수 변수의 해석 함수에 응용한 것을 보면, 리만은 현대적인 용어로는 구 S2 속의 열린집합 X의 분지 피복을 생각한 것으로 보인다. […] There is no indication that anybody before Riemann had thought of a surface consisting of “many sheets, superimposed on another, and covering many times the same part of the plane.” The applications of this concept made by Riemann to the theory of analytic functions of a complex variable show that he had in mind the modern concept of a “ramified covering space of an open subset X of the sphere S2: […] | ” |
|   | — :294 |   |

이후 앙리 푸앵카레는 1883년에 리만 곡면의 범피복 공간에 대하여 서술하였다.:295
1932년에 헤르베르트 자이페르트는 올다발의 개념을 공리적으로 정의하면서, 이에 대한 특수한 경우로 "피복 공간"(독일어: Überlagerungsraum)의 개념을 정의하였다.:194, §9 여기서 자이페르트는 피복 변환을 독일어: Deckbewegung 데크베베궁[*] 또는 독일어: Decktransformation 데크트란스포르마치온[*]이라고 표현하였다.:236, Anhang 4 이는 독일어: Decke 데케[*] (피복) + 독일어: Bewegung 베베궁[*] (운동) 또는 독일어: Transformation 트란스포르마치온[*] (변환)에서 유래하였다. 이후 이를 영어로 번역하는 과정에서, 독일어 용어가 영어: deck transformation으로 오역되게 되었다.

## 같이 보기
- 기본군
- 모노드로미